# Volcano
Volcano — п'ятий студійний альбом норвезького блек колективу Satyricon. Виданий лейблом Moonfog Productions 25 жовтня 2002-го.

## Список пісень
| #     | Назва                    | Тривалість |
| ----- | ------------------------ | ---------- |
| 1.    | «With Ravenous Hunger»   | 06:40      |
| 2.    | «Angstridden»            | 06:22      |
| 3.    | «Fuel for Hatred»        | 03:53      |
| 4.    | «Suffering the Tyrants»  | 05:07      |
| 5.    | «Possessed»              | 05:21      |
| 6.    | «Repined Bastard Nation» | 05:44      |
| 7.    | «Mental Mercury»         | 06:52      |
| 8.    | «Black Lava»             | 14:31      |
| 54:30 |                          |            |

| Бонус матеріали вініл видання | Бонус матеріали вініл видання  | Бонус матеріали вініл видання |
| #                             | Назва                          | Тривалість                    |
| ----------------------------- | ------------------------------ | ----------------------------- |
| 9.                            | «Live Through Me»              | 04:47                         |
| 10.                           | «Existential Fear - Questions» | 05:34                         |

## Склад на момент запису

### Satyricon
- Сігурд «Сатир» Вонгравен — вокал, гітара, клавішні
- К'єтіл-Відар «Фрост» Гаралдстад — ударні

### Запрошені
- Ганна Гарбарек — вокал («Angstridden», «Mental Mercury» і «Black Lava»)
- Ерік Люнггрен — клавішні